# Sam Claflin
Sam Claflin   (Ipswich, 27 de juny de 1986) és un actor anglès. Després de graduar-se a la London Academy of Music and Dramatic Art el 2009, va començar la seva carrera interpretativa a la televisió com a Philip Swift a Pirates of the Caribbean: On Stranger Tides (2011).
Va guanyar reconeixement per fer de Finnick Odair a la sèrie de The Hunger Games (2013–2015) i pel paper protagonista a Me Before You (2016). Va participar en les pel·lícules Adrift (2018) i The Nightingale (2018) i va interpretar Oswald Mosley a la sèrie Peaky Blinders el 2019.

## Infantesa
Samuel George Claflin va néixer a Ipswich (Suffolk), fill de Mark, gestor financer, i Sue Claflin (Clarke de soltera), professora ajudant. Té dos germans més grans, Benjamin i Daniel, i un germà més petit, Joseph (19899, que també és actor. Va créixer a Norwich (Norfolk).
De petit estava interessat en el futbol. Hi va jugar durant la seva infantesa fins que es va trencar el genoll, cosa que impediria que hi jugués professionalment. Els seus pares i un professor a qui havia impressionat durant una obra de teatre escolar el van persuadir que es dediqués a la interpretació
El 2003 va estudiar arts escèniques a Norwich City College. Claflin es va graduar de la London Academy of Music and Dramatic Art el 2009.

## Carrera

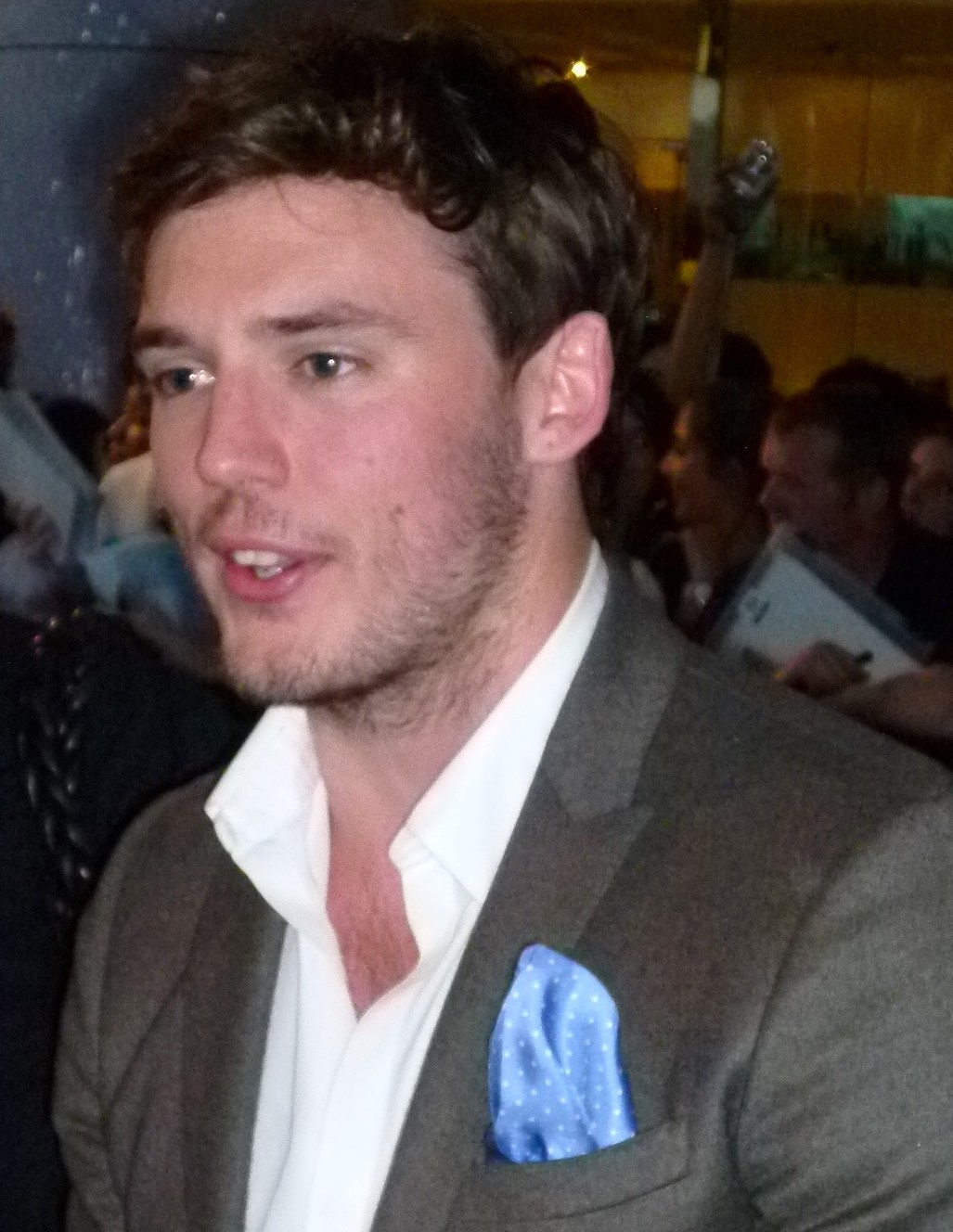
Claflin a la presentació de Pirates of the Caribbean: On Stranger Tides el maig de 2011.

Claflin va fer el seu debut com a actor el 2010, quan va aparèixer en dues minisèries de televisió: The Pillars of the Earth com a Richard i a Any Human Heart com al jove Logan Mountstuart. El març de 2011, va ser triat com a Thomas a Seventh Son, una adaptació cinematogràfica de The Spook's Apprentice, però va ser substituït per Ben Barnes. La seva següent actuació va ser l'abril de 2011, quan va interpretar el futbolista Duncan Edwards al drama de la BBC United, que es va centrar en els esdeveniments del desastre aeri de Múnic de 1958, en el qual Edwards va resultar ferit de mort.
L'abril de 2010 va ser escollit per representar Phillip Swift, un missioner que s'enamora de la sirena Syrena (interpretada per Àstrid Bergès-Frisbey), a Pirates of the Caribbean: On Stranger Tides, la quarta entrega de la sèrie de pel·lícules Pirates of the Caribbean. El 2012 va aparèixer com a Jack a la minisèrie de sis episodis White Heat. Més tard aquell any, va fer un paper secundari a la pel·lícula de 2012 Blancaneu i la llegenda del caçador, com a William, amic de la infantesa de la Blancaneus. També el 2012 es va fer públic que protagonitzaria la pel·lícula The Quiet Ones, que es va rodar a mitjans de 2013 i es va estrenar l'abril de 2014.
El 22 d'agost de 2012 es va anunciar que faria de Finnick Odair a la franquícia de The Hunger Games, començant amb The Hunger Games: Catching Fire. La pel·lícula es va estrenar el novembre de 2013, amb crítiques positives de la seva interpretació de Finnick. Va reprendre el paper a The Hunger Games: Mockingjay – Part 1, estrenada el novembre de 2014, i Part 2, estrenada el novembre de 2015.
El febrer de 2013 es va anunciar que Claflin faria d'Alex a Els imprevistos de l'amor, adaptació cinematogràfica de la novel·la de Cecelia Ahern. El mes següent, va protagonitzar el telefilm Mary and Martha com a Ben, emès per la BBC One. Va ser aclamat per la crítica pel seu paper com a estudiant de la Universitat d'Oxford Alistair Ryle al thriller dramàtic britànic The Riot Club.
El 2016, Claflin va reprendre el seu paper com a William, amic de la infantesa de la Blancaneus, en diverses escenes de la seqüela Les cròniques de Blancaneu: El caçador i la reina del gel. El mateix any, va protagonitzar Me Before You, l'adaptació cinematogràfica de la novel·la del mateix nom, en la qual interpretava William Traynor. Claflin va guanyar més reconeixement per la seva actuació de capità Stanhope al drama bèl·lic Journey's End (2017) i Adrift (2018).
El 2018, Claflin es va unir a la cinquena temporada del drama televisiu de la BBC Peaky Blinders, com al polític feixista britànic Oswald Mosley. Va protagonitzar The Corrupted el 2019. El setembre de 2020 va coprotagonitzar la pel·lícula original de Netflix Enola Holmes com a Mycroft Holmes, el germà gran del personatge principal.

## Vida personal
El 2011 va començar a festejar amb Laura Haddock, a qui va conèixer a un càsting per la pel·lícula La meva setmana amb Marilyn. Es van casar el juliol de 2013 en una cerimònia privada. Tenen un fill, Pip (2015), i una filla, Margot (2018). El 20 d'agost de 2019, Claflin va anunciar la separació legal de la seva esposa.

## Filmografia

### Pel·lícules
| Year | Title                                                     | Paper            | Notes              |
| ---- | --------------------------------------------------------- | ---------------- | ------------------ |
| 2011 | Pirates of the Caribbean: On Stranger Tides               | Philip Swift     |                    |
| 2012 | Blancaneu i la llegenda del caçador                       | William          |                    |
| 2013 | The Hunger Games: Catching Fire                           | Finnick Odair    |                    |
| 2014 | The Quiet Ones                                            | Brian McNeil     |                    |
| 2014 | The Riot Club                                             | Alistair Ryle    |                    |
| 2014 | Els imprevistos de l'amor                                 | Alex Stewart     |                    |
| 2014 | The Hunger Games: Mockingjay – Part 1                     | Finnick Odair    |                    |
| 2015 | The Hunger Games: Mockingjay – Part 2                     | Finnick Odair    |                    |
| 2016 | Les cròniques de Blancaneu: El caçador i la reina del gel | William          | Cameo              |
| 2016 | Me Before You                                             | Will Traynor     |                    |
| 2016 | La seva millor història                                   | Tom Buckley      |                    |
| 2017 | My Cousin Rachel                                          | Philip Ashley    |                    |
| 2017 | Journey's End                                             | Capità Stanhope  |                    |
| 2018 | Adrift                                                    | Richard Sharp    |                    |
| 2018 | The Nightingale                                           | Hawkins          |                    |
| 2019 | The Corrupted                                             | Liam             |                    |
| 2019 | Sabates Vermelles i els set trols                         | Merlin (veu)     | Doblatge en anglès |
| 2019 | Charlie's Angels                                          | Alexander Brok   |                    |
| 2020 | Love Wedding Repeat                                       | Jack             |                    |
| 2020 | Enola Holmes                                              | Mycroft Holmes   |                    |
| 2021 | Every Breath You Take                                     | James            |                    |
| 2021 | Last Night in Soho                                        | Detectiu Lindsey | Cameo              |
| 2021 | Charlotte                                                 | Alex Nagler      | Veu en anglès      |
| 2022 | Book of Love                                              | Henry Copper     |                    |

### Televisió
| Any       | Títol                    | Paper                    | Notes                 |
| --------- | ------------------------ | ------------------------ | --------------------- |
| 2010      | The Pillars of the Earth | Richard de Kingsbridge   | Minisèrie; 8 episodis |
| 2010      | The Lost Future          | Kaleb                    | Telefilm              |
| 2010      | Any Human Heart          | Logan Mountstuart (jove) | Minisèrie; 4 episodis |
| 2011      | United                   | Duncan Edwards           | Telefilm              |
| 2012      | White Heat               | Jack Walsh (veu)         | Minisèrie; 6 episodis |
| 2013      | Mary and Martha          | Ben                      | Telefilm              |
| 2019-2022 | Peaky Blinders           | Oswald Mosley            | Temporada 5 i 6       |
| 2021      | Daisy Jones & The Six    | Billy Dunne              |                       |

## Premis i nominacions
| Any  | Premis                | Categoria                                    | Treball                                     | Resultat |
| ---- | --------------------- | -------------------------------------------- | ------------------------------------------- | -------- |
| 2012 | Premi Empire          | Millor actor novell                          | Pirates of the Caribbean: On Stranger Tides | Nominat  |
| 2012 | Premi Teen Choice     | Evasió                                       | Blancaneu i la llegenda del caçador         | Nominat  |
| 2014 | Premi Empire          | Millor actor secundari                       | The Hunger Games: Catching Fire             | Nominat  |
| 2014 | Premi de Cinema MTV   | Millor actuació sense samarreta              | Nominat                                     |          |
| 2014 | Premi Teen Choice     | Millor lladre d'escenes                      | Nominat                                     |          |
| 2014 | Premi Glamour         | Home de l'any                                | Guanyador                                   |          |
| 2016 | Premi Teen Choice     | Millor morreig (compartit amb Emilia Clarke) | Me Before You                               | Nominat  |
| 2017 | MTV Movie & TV Awards | Melodrama (compartit amb Emilia Clarke)      | Nominat                                     |          |